# 정영금
정영금은 대한민국의 배우이다.

## 출연 작품

### 드라마
- 90년대 중반ㅡ재연극 ㄱㅊ청 사람들 귀부인 역
- 1996년 ~ 1998년 MBC 이야기 속으로 - 7회 ~ 112회 (15회편 출연)
- 2001년 MBC 단막극 《베스트극장 - 내 약혼녀 이야기》 - 연변 아줌마 역
- 2005년 EBS 1TV 주말드라마 《지금도 마로니에는》 - 은성 마담 역
- 2005년 MBC 《내 이름은 김삼순》 - 포장마차 주인 역
- 2005년 SBS 《하늘이시여》 - 란실네 가정부 역
- 2007년 MBC 《케 세라 세라》 - 혜린네 가사도우미 역
- 2014년 SBS 《내겐 너무 사랑스러운 그녀》 - 식당 사장 역
- 2014년~2015년 MBC 《전설의 마녀》 - 집주인 역
- 2015년 SBS 《이혼변호사는 연애중》 - 과일가게 주인 역
- 2015년 KBS2 《후아유 - 학교 2015》 - 소망보육원 원장 역
- 2017년 TV조선 시트콤 《너의 등짝에 스매싱》 - 해미네 가사도우미 역
- 2019년 KBS1 《꽃길만 걸어요》 - 나주댁 역
- 2020년 KBS1 일일연속극 《누가 뭐래도》 - 순천댁 역
- 2021년 KBS1 《태종 이방원》 - 민제의 집 여종 역
- 2022년 디즈니+ 핫스타 《카지노 시즌 1》 - 정팔 모 역
- 2023년 디즈니+ 핫스타 《카지노 시즌 2》 - 정팔 모 역
- 2023년 KBS2 《비밀의 여자》 - 송병철 모 역

### 영화
- 1999년 《거짓말》 ... 선배 부인 역
- 2000년 영화 《싸이렌》 ... 문대원 아내 역
- 2000년《불후의 명작》 ...사촌 형수 역
- 2002년《스물넷》- 준이 엄마 음성 역
- 2002년《울랄라 씨스터즈》 - 경애 모 역
- 2002년《동첩》- 본처 역
- 2004년《겨울이야기》- 동창2 역
- 2005년《종려나무 숲》- 인서 모 역
- 2013년《감기》- 철교 모 역

### 연극
- 2018년 춘향전 - 월매역

### 예능
- 2022년 3월 31일 MBN 특종세상 데뷔 50년차 배우 주부진 편 - 절친 출연
- 2023년 1월 31일 TV조선 기적의 습관 - 166회 출연